# Xylaria sicula
Xylaria sicula är en svampart som beskrevs av Pass. & Beltrani 1882. Xylaria sicula ingår i släktet Xylaria och familjen kolkärnsvampar.  Utöver nominatformen finns också underarten major.